# Top Model (Ba Lan mùa 8)
Mùa thứ tám của Top Model được dựa trên chương trình America's Next Top Model của Tyra Banks, các thí sinh Ba Lan cạnh tranh với nhau trong một loạt các thử thách để xác định ai sẽ giành được danh hiệu Top Model Ba Lan tiếp theo.
Joanna Krupa cũng là giám khảo chính, và trở lại làm người dẫn chương trình mùa thứ tám. Các giám khảo khác bao gồm nhà thiết kế thời trang Dawid Woliński, đạo diễn chương trình thời trang Kasia Sokołowska và nhiếp ảnh gia Marcin Tyszka. Đây là mùa thứ năm của chương trình có sự góp mặt của các thí sinh nam.
Giải thưởng của mùa này gồm một hợp đồng với Models Plus Management, lên ảnh bìa bìa tạp chí Glamour Ba Lan, và giải thưởng tiền mặt trị giá 100.000zł.
Điểm đến quốc tế trong mùa này là Luân Đôn, Moscow, Tel Aviv, Jerusalem, Istanbul và Havana.
Người chiến thắng trong cuộc thi là Dawid Woskanian, 20 tuổi, đến từ Kozy.

## Các thí sinh
(Tuổi tính từ ngày dự thi)
| Thí sinh | Thí sinh            | Tuổi | Chiều cao               | Quê quán               | Bị loại ở | Hạng                    |
| -------- | ------------------- | ---- | ----------------------- | ---------------------- | --------- | ----------------------- |
|          | Radek Czekański     | 19   | 1,90 m (6 ft 3 in)      | Bielawa                | Tập 4     | 16                      |
|          | Denis Chmielewski   | 24   | 1,88 m (6 ft 2 in)      | Groningen, Hà Lan      | Tập 5     | 15 (tước quyền thi đấu) |
|          | Nikola Furman       | 16   | 1,75 m (5 ft 9 in)      | Rzeszów                | Tập 6     | 14 (dừng cuộc thi)      |
|          | Magda Karwacka      | 21   | 1,76 m (5 ft 9+1⁄2 in)  | Warszawa               | Tập 6     | 13                      |
|          | Kinga Dębska        | 22   | 1,77 m (5 ft 9+1⁄2 in)  | Frankfurt am Main, Đức | Tập 7     | 12–11                   |
|          | Rafał Torkowski     | 27   | 1,83 m (6 ft 0 in)      | Gdańsk                 | Tập 7     | 12–11                   |
|          | Marcin Chowaniak    | 19   | 1,83 m (6 ft 0 in)      | Ornatowice             | Tập 8     | 10                      |
|          | Klaudia Chojnacka   | 19   | 1,73 m (5 ft 8 in)      | Gdańsk                 | Tập 9     | 9                       |
|          | Ania Jaroszewska    | 26   | 1,75 m (5 ft 9 in)      | Łódź                   | Tập 10    | 8–7                     |
|          | Michał Gała         | 21   | 1,86 m (6 ft 1 in)      | Trzebiechów            | Tập 10    | 8–7                     |
|          | Kinga Wawrzyniak    | 22   | 1,73 m (5 ft 8 in)      | Kraków                 | Tập 11    | 6                       |
|          | Klaudia El Dursi    | 30   | 1,74 m (5 ft 8+1⁄2 in)  | Bydgoszcz              | Tập 12    | 5                       |
|          | Sandra Dorsz        | 18   | 1,81 m (5 ft 11+1⁄2 in) | Wysoczka               | Tập 13    | 4                       |
|          | Olga Kleczkowska    | 17   | 1,75 m (5 ft 9 in)      | Radom                  | Tập 13    | 3–2                     |
|          | Stanisław Obolewicz | 26   | 1,85 m (6 ft 1 in)      | Donetsk, Ukraina       | Tập 13    | 3–2                     |
|          | Dawid Woskanian     | 20   | 1,86 m (6 ft 1 in)      | Kozy                   | Tập 13    | 1                       |

1. ↑  Trong thứ tự gọi tên là Staszek.

## Thứ tự gọi tên
| 1  | Sandra     | Klaudia E. | Ania       | Dawid      | Ania Staszek   | Sandra     | Kinga W.   | Staszek     | Sandra     | Olga       | Dawid   | Dawid   |
| 2  | Ania       | Kinga W.   | Dawid      | Sandra     | Ania Staszek   | Ania       | Klaudia E. | Kinga W.    | Olga       | Sandra     | Olga    | Olga    |
| 3  | Dawid      | Marcin     | Klaudia C. | Michał     | Olga           | Klaudia E. | Staszek    | Sandra      | Dawid      | Dawid      | Staszek | Staszek |
| 4  | Denis      | Olga       | Marcin     | Ania       | Klaudia E.     | Dawid      | Dawid      | Olga        | Staszek    | Staszek    | Sandra  |         |
| 5  | Magda      | Staszek    | Olga       | Staszek    | Sandra         | Klaudia C. | Michał     | Dawid       | Klaudia E. | Klaudia E. |         |         |
| 6  | Olga       | Dawid      | Rafał      | Kinga W.   | Klaudia C.     | Kinga W.   | Ania       | Klaudia E.  | Kinga W.   |            |         |         |
| 7  | Radek      | Klaudia C. | Klaudia E. | Olga       | Kinga W.       | Staszek    | Sandra     | Ania Michał |            |            |         |         |
| 8  | Marcin     | Magda      | Staszek    | Klaudia C. | Dawid          | Olga       | Olga       | Ania Michał |            |            |         |         |
| 9  | Klaudia C. | Denis      | Michał     | Klaudia E. | Marcin         | Michał     | Klaudia C. |             |            |            |         |         |
| 10 | Rafał      | Sandra     | Kinga W.   | Rafał      | Michał         | Marcin     |            |             |            |            |         |         |
| 11 | Staszek    | Rafał      | Magda      | Marcin     | Kinga D. Rafał |            |            |             |            |            |         |         |
| 12 | Michał     | Ania       | Sandra     | Magda      | Kinga D. Rafał |            |            |             |            |            |         |         |
| 13 | Kinga W.   | Michal     | Nikola     | Nikola     |                |            |            |             |            |            |         |         |
| 14 | Nikola     | Nikola     | Denis      |            |                |            |            |             |            |            |         |         |
| 15 |            | Radek      |            |            |                |            |            |             |            |            |         |         |

     Thí sinh được miễn loại
     Thí sinh bị loại
     Thí sinh bị tước quyền thi đấu
     Thí sinh bỏ cuộc thi
     Thí sinh ban đầu bị loại nhưng được cứu
     Thí sinh chiến thắng cuộc thi
1. ↑  Trong tập 1, 2 và 3 là các tập casting. Trong tập 3, nhóm thí sinh bán kết giảm xuống còn 14 thí sinh cuối cùng bước tiếp vào phần thi chính.
2. ↑  Kaludia E. giành được tấm vé vàng từ ban giám khảo trong tập 2 nên cô được tiến thẳng vào ngôi nhà chung.
3. ↑  Trong tập 5, Denis bị tước quyền thi đấu vì không tham gia buổi chụp hình.
4. ↑  Trong tập 7, Kinga D. bị loại ở bán kết được thêm vào cuộc thi để thay thế Nikola.
5. ↑  Trong tập 12, Staszek ban đầu bị loại cùng với Klaudia E. nhưng được cố vấn Michał Piróg cứu cậu trở lại cuộc thi.

### Buổi chụp hình
- Tập 3: Tạo dáng theo nhóm trong nhiều chủ đề khác nhau (casting)
- Tập 4: Tạo dáng trên bạt lò xo
- Tập 5: Khỏa thân trong băng
- Tập 6: Đời sống ở trang trại
- Tập 7: Video thời trang: Đêm disco theo cặp
- Tập 8: Du khách ở Jerusalem theo cặp
- Tập 9: Tạo dáng bên gia đình
- Tập 10: Trang biên tập cho tạp chí Vogue
- Tập 11: Trên đường phố Istanbul
- Tập 12: Haute Couture ở trên vách đá
- Tập 13: Ảnh bìa tạp chí Glamour ở Havana; Ảnh quảng cáo cho xe Peugeot; Ảnh quảng cáo cho trang sức APART với ngựa